# إغناطيوس إل. دونيلي
إغناطيوس إل. دونيلي (بالإنجليزية: Ignatius L. Donnelly) هو روائي وكاتب وكاتب خيال علمي ومؤلف وسياسي أمريكي، ولد في 3 نوفمبر 1831 في فيلادلفيا في الولايات المتحدة، وتوفي في 1901 في منيابولس في الولايات المتحدة. حزبياً، نشط في الحزب الجمهوري. وقد انتخب عضو مجلس ولاية مينيسوتا وانتخب عضو مجلس نواب مينيسوتا وانتخب عضو مجلس النواب الأمريكي (4 مارس 1863 – 3 مارس 1869).

## روابط خارجية
- إغناطيوس إل. دونيلي على موقع الموسوعة البريطانية (الإنجليزية)
- إغناطيوس إل. دونيلي على موقع إن إن دي بي (الإنجليزية)